# ساركويد المحمرة للجلد
ساركويد المحمرة للجلد هي حالة جلدية وشكل نادر جداً من ساركويد 